# بندکوو (شهرستان توماشوف مازوویتسکی)
بندکوو (به لهستانی:  Będków) یک روستا در لهستان است که در گمینا بندکوو واقع شده‌است. بندکوو ۵۵۰ نفر جمعیت دارد.

## نگارخانه

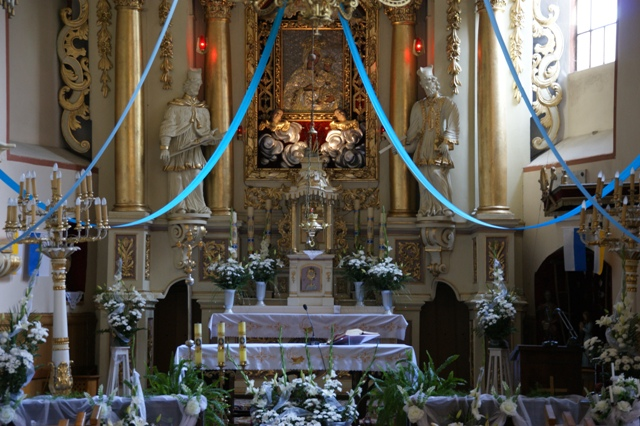
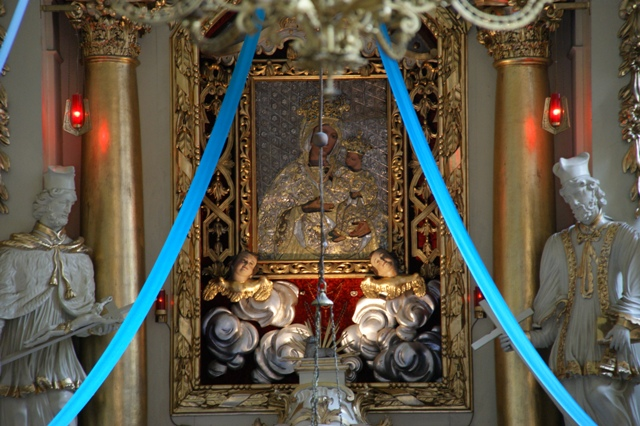
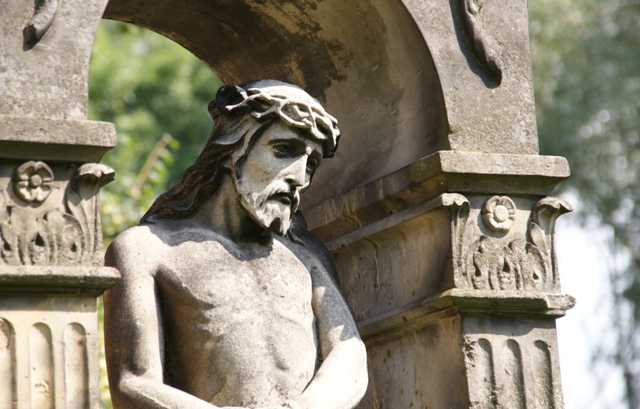